# Пек (Бельгия)
Пек (фр. Pecq, валлон. Pêk, пикард. Pècq) — коммуна в Валлонии, расположенная в провинции Эно, округ Турне. Принадлежит Французскому языковому сообществу Бельгии. На площади 32,91 км² проживают 5272 человека (плотность населения — 160 чел./км²), из которых 48,65 % — мужчины и 51,35 % — женщины. Средний годовой доход на душу населения в 2003 году составлял 11 820 евро.
Почтовые коды: 7740—7743. Телефонные коды: 056—069.